# Steintor (Rostock)

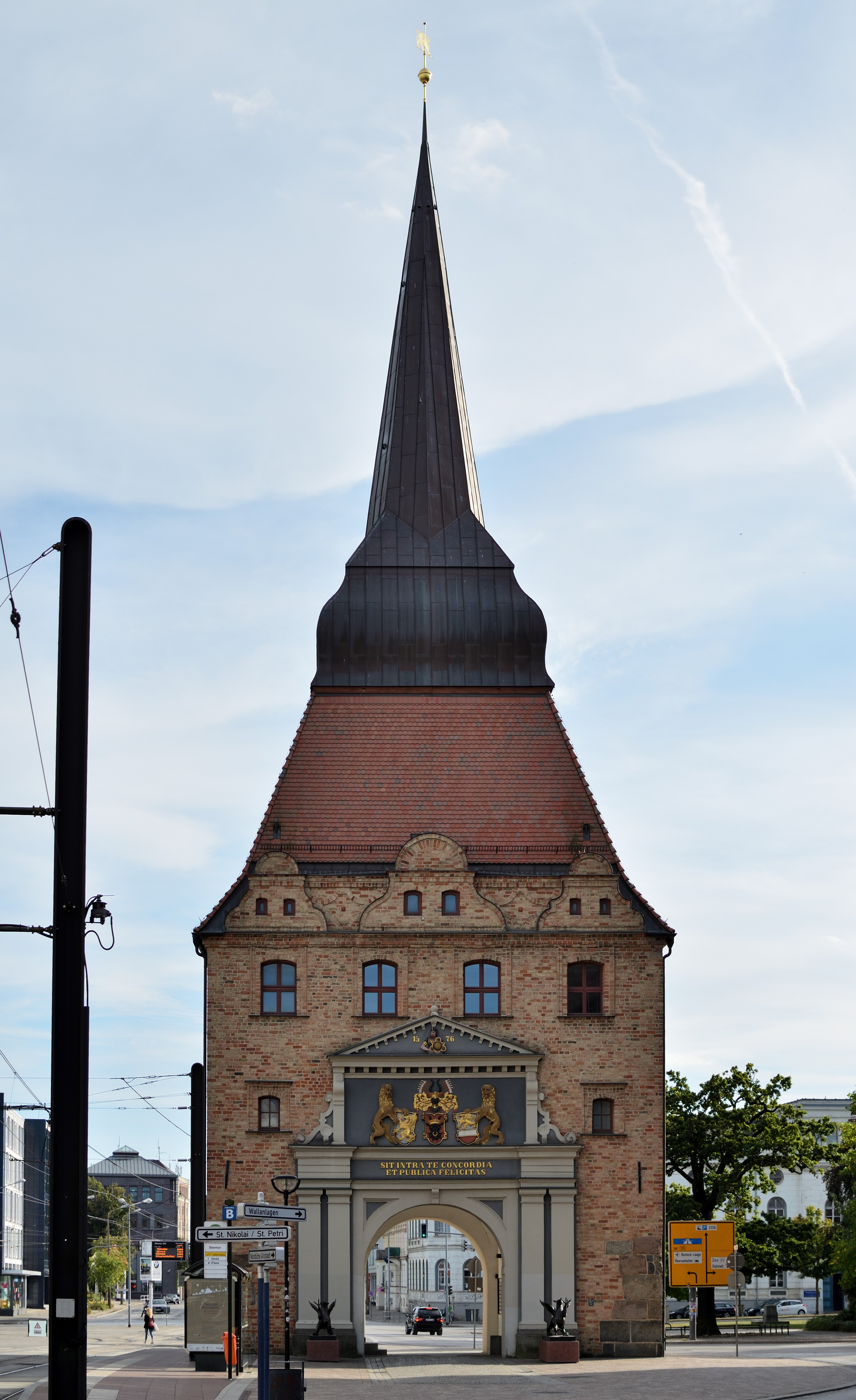
Steintor, Stadtseite

Das Steintor in seiner heutigen Form ist ein 1574 bis 1577 im Renaissance-Baustil errichtetes Tor im Süden der historischen Rostocker Stadtbefestigung. Es ersetzte das 1566 geschleifte ältere Tor. Neben dem Kröpeliner Tor, dem Petritor und dem Mühlentor gehörte das Steintor zu den vier Haupttoren der Stadt Rostock.

## Geschichte des Tors

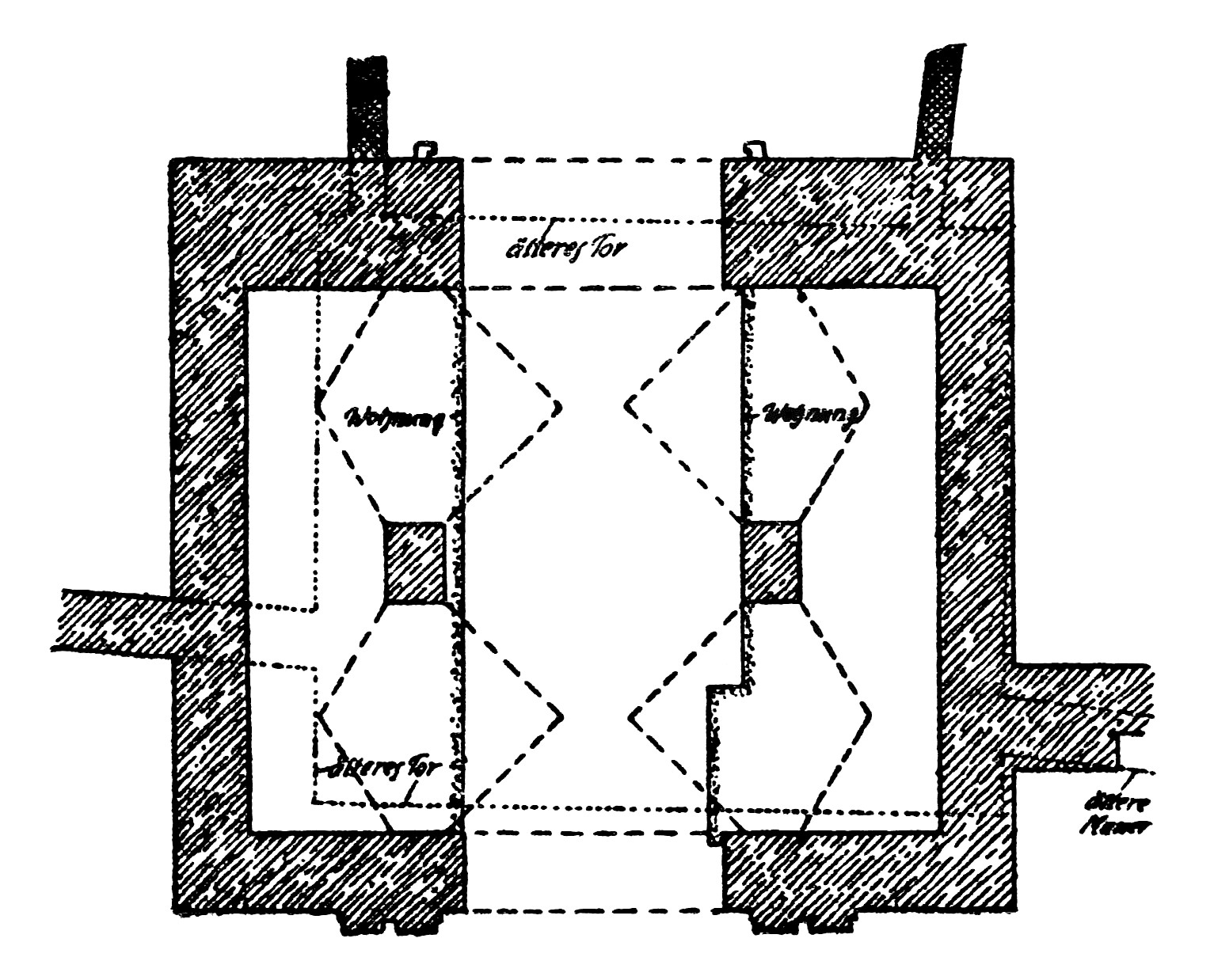
Grundriss des Steintors. Gestrichelte Linie = Grundriss des ersten Tors.

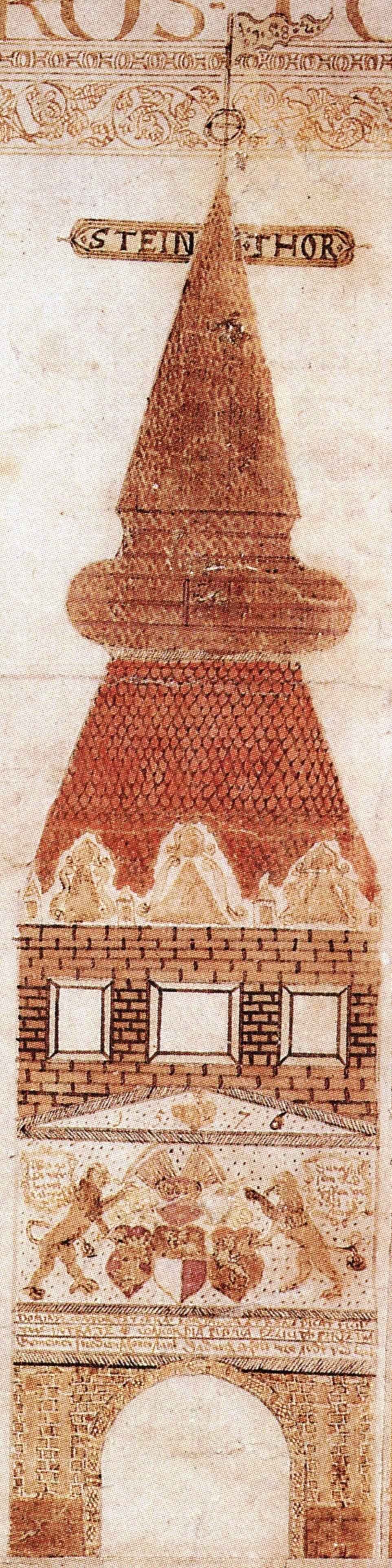
Steintor in der Darstellung von Vicke Schorler

### Erstes Tor
Das 1279 erbaute Steintor löste das etwas weiter östlich gelegene Kuhtor bereits kurz nach seiner Entstehung als Hauptportal der Stadt ab. Es ist anzunehmen, dass es eine ähnliche Größe hatte wie das zur gleichen Zeit errichtete frühe Kröpeliner Tor. Damals wie heute führte das Steintor über die gepflasterte (steinerne) Steinstraße direkt zum Neuen Markt, dem Zentrum der Stadt mit Rathaus und Marienkirche.
In seiner ursprünglichen Form existierte das Steintor keine 300 Jahre. Bei Auseinandersetzungen Rostocks 1565 mit Schwerin ging es unter anderem um die Einführung einer Bieraktie zugunsten der Herzöge. Nachdem Rostock Johann Albrecht I. den formalen Huldigungseid verweigerte, zog dieser mit 500 Reitern durch das Steintor in die Stadt und ließ 1566 das Steintor, dessen Vortor, den Zwingerhof mit seinem Tor, einen Teil der Stadtmauer vom Wiekhaus am Dominikanerkloster bis zum Kuhtor und den „Turm auf dem Rammelsberg“, den Vorgänger des heutigen Lagebuschturms (bzw. Fangelturms) mit Wällen, Gräben und Brücken, und auch Teile der Ost- und Südseite des Klosters schleifen, und ließ aus diesen Steinen eine Festung im heutigen Rosengarten bauen. Erst der Erste Rostocker Erbvertrag vom 21. September 1573, in dem den Landesfürsten die Erbherrschaft über die Stadt für Jahrhunderte garantiert wurde, Rostock sich also auf lange Zeit band, und sie außerdem als höchste Richter anerkannt wurden, beendete den Konflikt.

### Zweites Tor
Nachdem die Bürger sich vom Herzog das Recht dazu erkauft hatten, schleiften sie im folgenden Frühjahr die Festung. Von 1574 bis 1577 erfolgte dann der teure Wiederaufbau der Mauer sowie des Lagebuschturms und auch des Steintors im Stil der Niederländischen Renaissance. Eine Seltenheit für diesen Zeitraum ist, dass sich die verantwortlichen Bauleute für den Neubau direkt nachvollziehen lassen. So entstand das Tor unter der Leitung von Antonius Wahrholt, weiterhin beteiligt waren der Bildhauer Hans Borgloh, der Meister der Zimmerleute war Hinrich Kate, der für die Erdarbeiten der Wallmeister Otto.
In der Darstellung des Tors auf der Vicke-Schorler-Rolle ist seine damalige Form zu sehen. Die Ädikula über dem Tordurchgang geht dort über die ganze Breite des Gebäudes. In Schorlers Darstellung befinden sich im Gegensatz zu heute auch Kartuschen neben den wappentragenden Löwen. In der linken steht der Text: Wer Gott vertrawt hat wohl gebawt. (nach dem Anfang eines Chorals von Joachim Magdeburg, 1572), in der rechten Durch stilsein und hoffen werdet ihr sterck. (nach Jesaja 30,15). Auch die Inschrift unter den Wappen weicht von der heutigen ab – wenngleich die Bedeutungen sich nicht wesentlich unterscheiden. Beide beziehen sich direkt auf den Konflikt mit dem Herzog, der zum Abbruch des alten Tores geführt hatte. Bei Schorler heißt sie: Dominus confortet seras portarum et benedicat / filiis tuis. Intra te concordia, publica felicitas perpetua. (Der Herr stärke der Tore Riegel und segne deine Kinder in dir. Es herrsche in dir Eintracht und dauerhaftes öffentliches Wohlergehen). Der erste Teil ist die Umformung einer Aussage in eine Bitte von Psalm 147,13 der Bibel, wo es heißt: Quoniam confortavit seras portarum tuarum; benedixit filiis tuis in te. (nach Luther: Denn er (Jahwe) macht fest die Riegel deiner (Jerusalems) Tore, und segnet deine Kinder in deiner Mitte.) In der Zeile darunter steht in Schorlers Darstellung: Gemeiner Fried ein schoner stand, dadurch erhelt man stadt und land. Es ist anzunehmen, dass Schorler diesen Teil zusätzlich eingefügt hat.

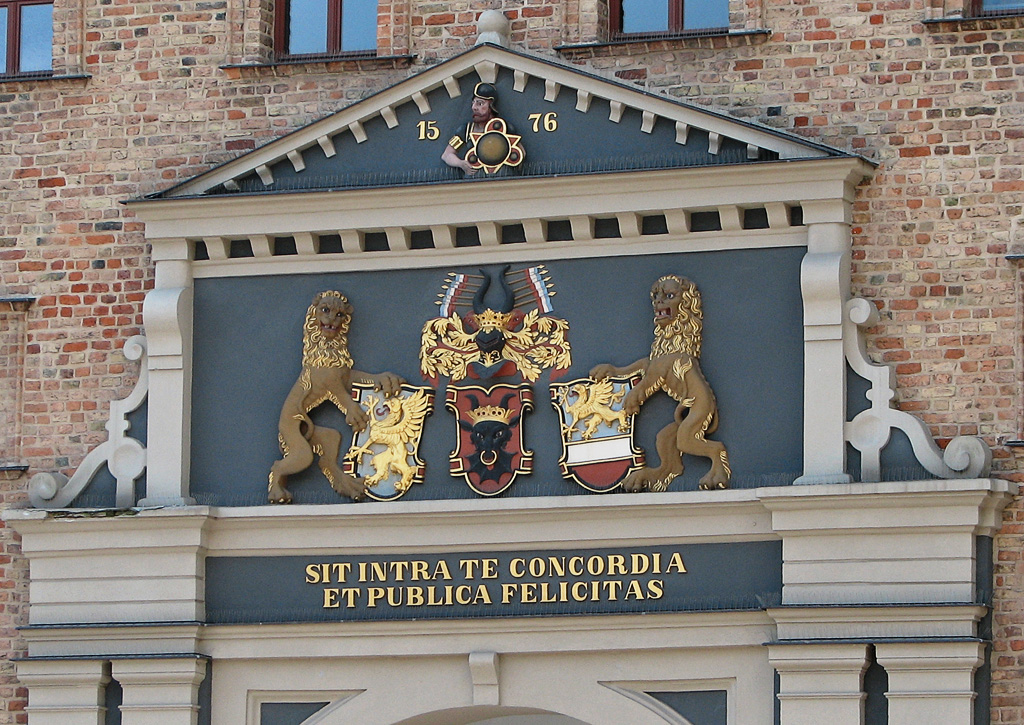
Schmuckseite mit der Jahreszahl 1576

In der heutigen Fassung lautet die Inschrift „Sit intra te concordia et publica felicitas“ – In deinen Mauern herrsche Eintracht und öffentliches Wohlergehen. Über dem Wahlspruch flankieren zwei Löwen drei Wappen: in der Mitte (Platz 1) ist das Wappen des Landesherren – das mecklenburgische Stierkopfwappen – zu sehen, zu seiner Rechten (vom Betrachter aus links auf Platz 2) ist das Wappen der Herrschaft Rostock zu erkennen, die vormals die Herren der Stadt waren und zu der Linken (vom Betrachter aus rechts auf Platz 3) ist das Wappen der Hansestadt Rostock zu bewundern, so wie es auch heute noch in Gebrauch ist. Diese Stuckfassade aus dem Jahre 1576 muss im Kontext mit der Verweigerung des Huldigungseides 1565 gesehen werden, der dazu führte, dass der Landesfürst Teile der Stadtmauer und das Steintor schleifen ließ. Mit der geschilderten Rangfolge der Wappen sollte den Bürgern der Stadt täglich vor Augen geführt werden, wer hoheitlich das Sagen hatte und Rostock sich dem Landesfürsten zu unterwerfen hatte (Siehe Rostocker Erbverträge).

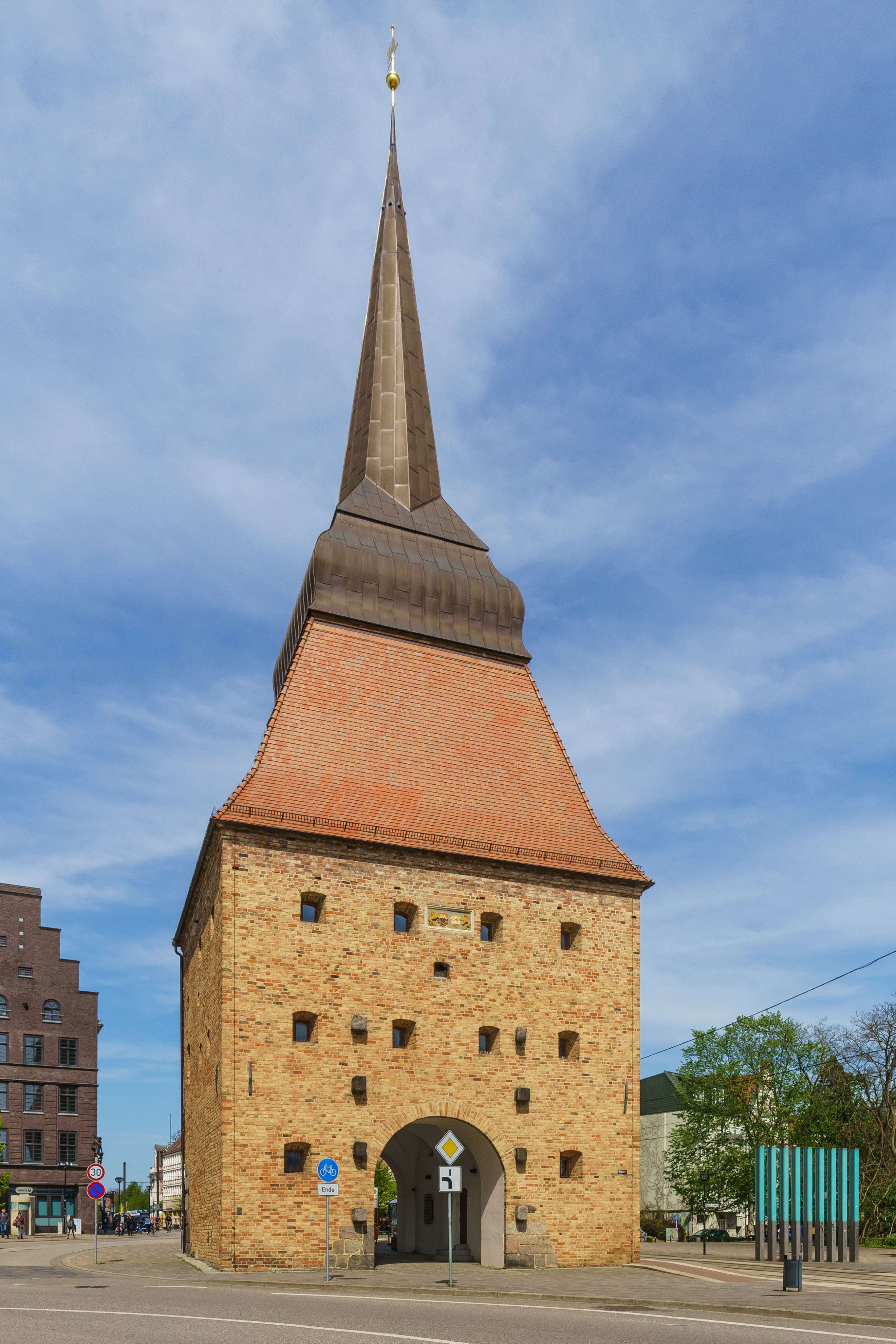
Steintor, Feldseite

Die Feldseite ist hingegen schlicht gestaltet. Stadt- und Landeswappen sind in einem unscheinbaren Rechteck eingelassen. Neun Öffnungen fungierten als Schießscharten, an den beidseitig übereinanderliegenden Steinquadern war die Zugbrücke befestigt. Die Geschlossenheit des Baus diente dem Schutz und demonstrierte Stärke. Südlich des Steintors unterstützte bis 1849 ein gedrungener Rundturm, der Zwinger, die Wehrhaftigkeit.
Das Bombardement der Royal Air Force 1942 beschädigte das Steintor erheblich. Der Turmhelm wurde zerstört, das Tor brannte bis auf die Umfassungsmauern aus. Den Wiederaufbau von 1950 bis 1956 leitete Baumeister Grützmacher. Die fehlende Verbindung zur Stadtmauer ist seit 2005 durch zwölf, bei Dunkelheit grün leuchtende Stelen symbolisch dargestellt.

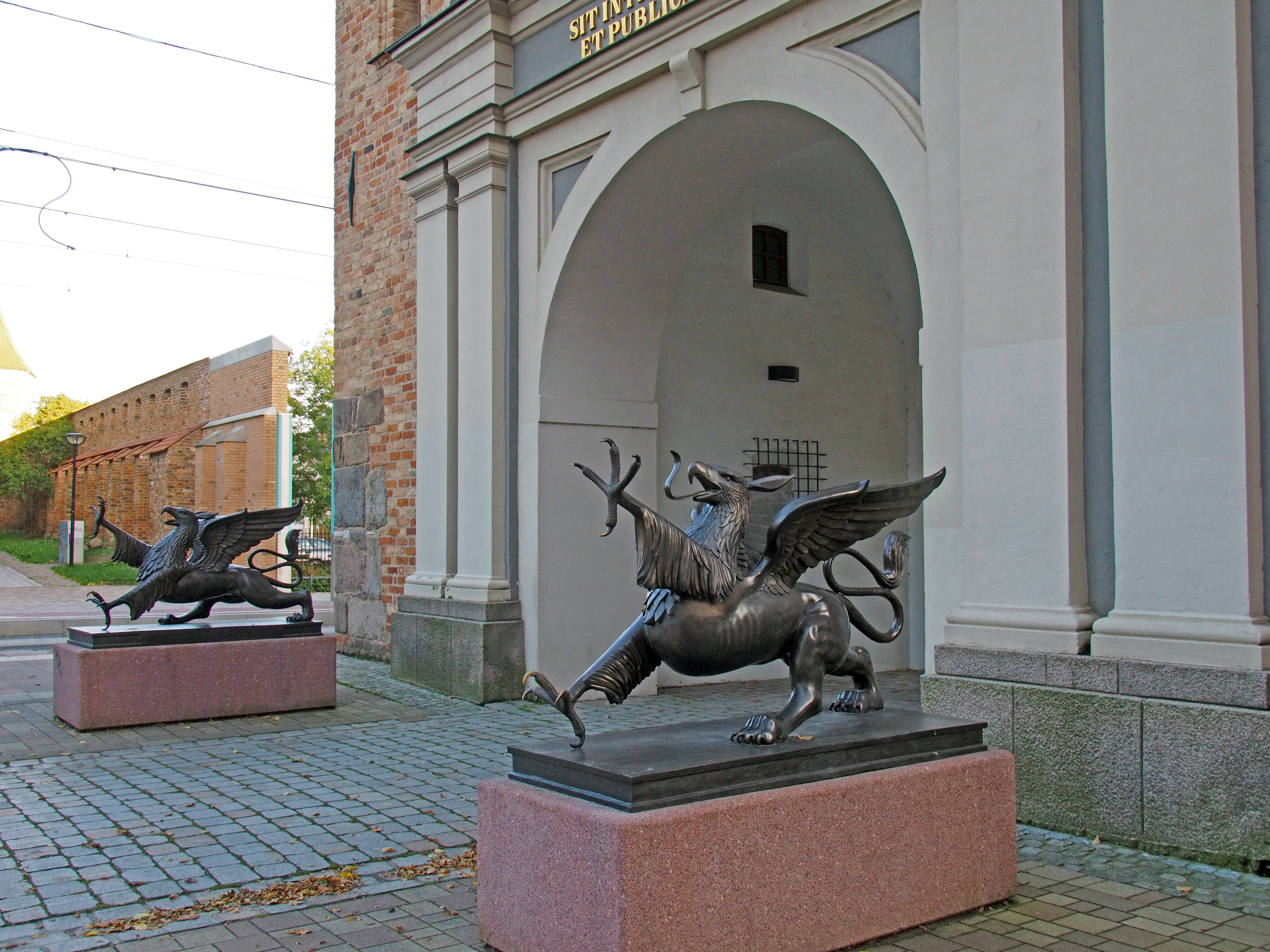
Standort und Gestaltung der Bronzeplastiken sind nicht unumstritten

Seit Mai 2016 flankieren zwei Rostocker Greifen des Bildhauers Ene Slawow das Tor zur Stadtseite.